# Mark Trombino
Mark Trombino es un productor estadounidense de rock alternativo, sobre todo punk rock y punk pop. Comenzó su carrera como batería en un grupo llamado Night Soil Man, para después pasar a formar parte del grupo de punk rock de San Diego, Drive Like Jehu. También tocó en otra banda de punk rock de Long Beach llamada First Offense.

## Bandas
A continuación se muestran las bandas con las que Trombino ha trabajado en la producción y/o grabación:
| - Alive in Wild Paint - aMiniature - The Audition - Blink-182 - Boilermaker - Boys Life - Chune - Crashcarburn - Creedle - Denver Harbor - Diffuser - Drip Tank - Finch - Fluf - Garden Variety - Gob - Gyroscope - Heavy Vegetable - Helicopter - Husking Bee - I Hate Kate - Jebediah - Jimmy Eat World - june - Knapsack | - Madina Lake - Midtown - Mineral - Mock Orange - Motion City Soundtrack - No Knife - Norglen - The PeeChees - Poor Rich Ones - Rocket from the Crypt - Rock Kills Kid - Silverstein - Sinkhole - Showoff - Smile - Steel Train - Sugarcult - The Bled - The Jealous Sound - The Living End - The Starting Line - Thingy - Three Mile Pilot - The Hoodies - Valencia |

## Discografía
A continuación se muestran los álbumes que Trombino produjo o grabó:
The Audition
- Self-Titled Album (2009)

The Bled
- Found in the Flood

blink-182
- Dude Ranch (1997)

Boys Life
- Boys Life (1994)

CrashCarBurn
- Long Live Tonight (2010)

Gob
- Foot in Mouth Disease (2003)

Gyroscope
- Are You Involved? (2005)

Husking Bee
- variandante (2004)

Finch
- What It Is to Burn (2002)

Jimmy Eat World
- Jimmy Eat World - 7 inch (1995)
- J.E.W. Self-Released 7 (1995)
- Static Prevails (1996)
- Jimmy Eat World  (1998)
- Clarity (1999)
- Blister (1999)
- Singles (2000)
- Split EP - with Jebediah (2000) ~
- "Bleed American" (2001)
- Bleed American (2001)
- "The Middle" (2001)  ~
- Stay on My Side Tonight (2006)
- Invented (2010)

Madina Lake
- From Them, Through Us, to You (2007)

Silverstein
- Arrivals and Departures (2007)

The Starting Line
- Say It Like You Mean It (2002)

Steel Train
- Trampoline (2007)

Stereotypical Working Class
- Day After Day (2009)

Val Emmich
- Slow Down Kid (2005)

Valencia
- Dancing With a Ghost (2010)